# Kohi Safi (huyện)
Kohi Safi là một huyện thuộc tỉnh Parvan, Afghanistan. Dân số thời điểm năm 1999 là 16,833 người.